# Dynastie Trần postérieure
1407–1428
Entités précédentes :
- Dynastie Hồ

Entités suivantes :
- Dynastie Lê postérieure

La dynastie Trần postérieure (en vietnamien : Nhà Hậu Trần) est une dynastie vietnamienne qui régna de 1407 à 1428 sur le Đại Việt après la dynastie Hồ. La dynastie Trần postérieure eut à s'opposer à l'occupation de l'envahisseur chinois de la dynastie Ming pendant quatre ans entre 1414 et 1418. 
Cette nouvelle dynastie Trần postérieure est instaurée par Trần Đế Ngôi en tant que successeur du huitième Empereur de la première dynastie Trần ; Trần Nghệ Tông.

## Origine
Cette dynastie Trần postérieure succède à la dynastie Hồ (en vietnamien: 胡朝, Hồ Triều) ayant eu un règne de courte durée et composée seulement de deux Empereurs, dont Hồ Quý Ly (1399-1400). Celui-ci chassa du pouvoir son petit-fils maternel; le treizième et tout dernier Empereur Trần; Trần Thiếu Đế et de ce fait, renversa la première dynastie Trần, déjà sous son contrôle depuis la mort de son huitième Empereur Trần Nghệ Tông. 
C'est de ce huitième Empereur de l'ancienne dynastie Trần que le fondateur de la nouvelle dynastie Trần Đế Ngôi se réclame la parenté. 

## Histoire

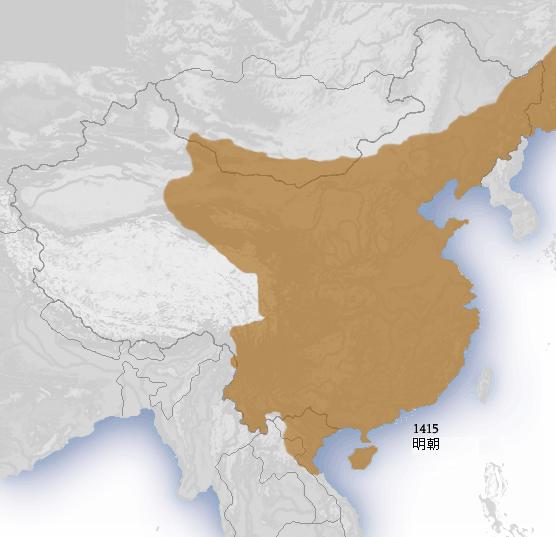
L'Empire des Ming en 1415

La dynastie des Trần postérieurs a été fondée par Trần Đế Ngôi, qui se présente comme un fils de l'empereur de la dynastie Trần; Trần Nghệ Tông (1370-1372) huitième Empereur Trần mort en 1394 le dernier Empereur réellement régnant qui en mourant laissa le contrôle à Hồ Quý Ly, fondateur de la dynastie Hồ.
Après l'occupation du pays par les chinois, Trần Đế Ngôi s'élève contre les gouverneurs mis en place par la dynastie Ming, se proclame Empereur sous le nom de Giản Định Đế et organise la résistance nationale jusqu'à sa déposition en 1409.
Il a comme successeur Trần Quý Khoáng, qui prétend être un petit-fils du même empereur Trần Nghệ Tông, mais qui est vaincu par les chinois se suicide dès 1413/1414. 
En 1418 un nouveau prétendant, Trần Cao, reprend la lutte. La dynastie prend fin en 1428 avec l'avènement de la dynastie Lê, fondée par le héros national vietnamien Lê Lợi.

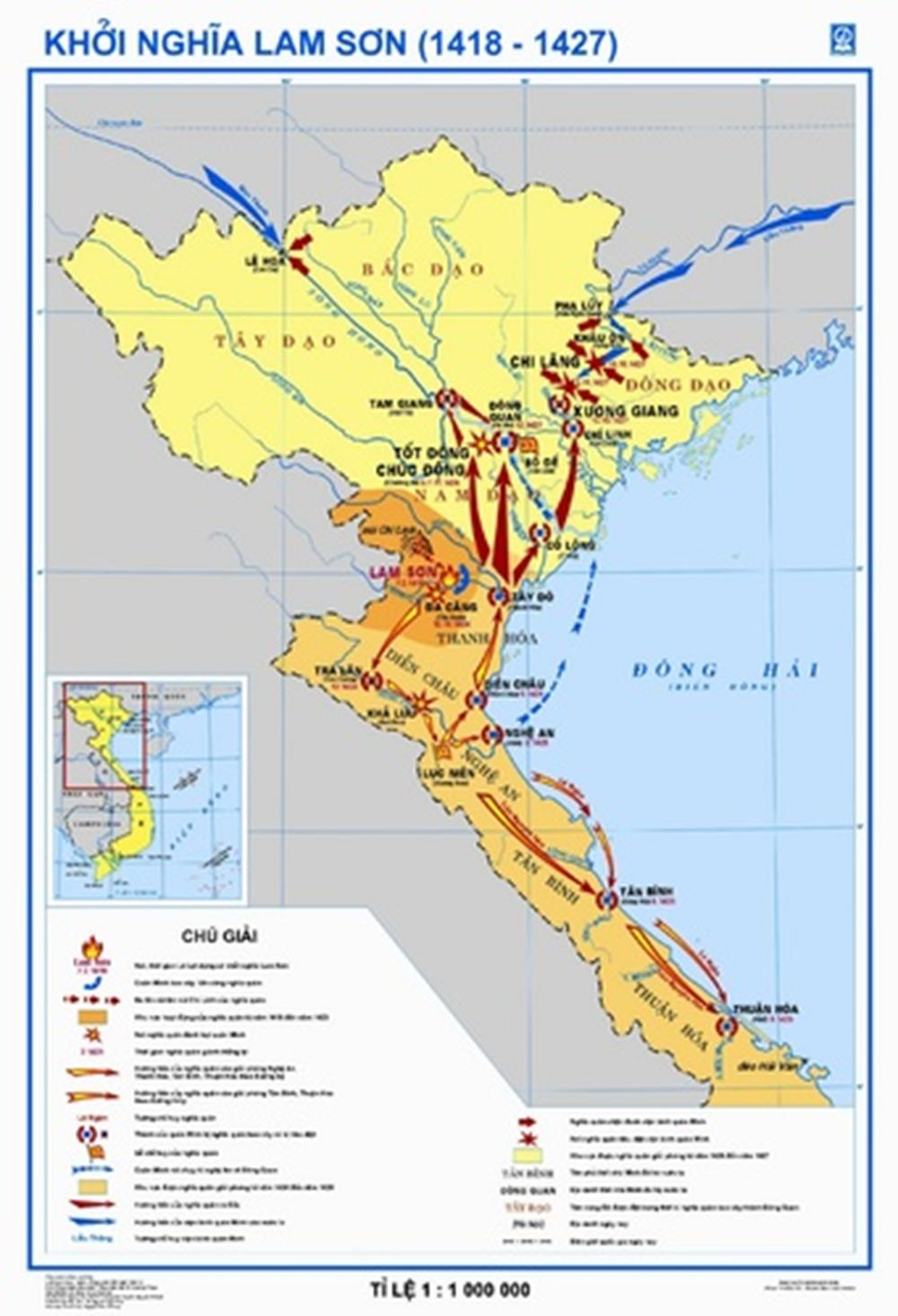
Guerre de libération (1426-1428)

## Liste des Trần postérieurs
- 1407-1409 : Trần Đế Ngôi, empereur sous le nom de Giản Định Đế  déposé,
- 1409-1413/1414 : Trần Quý Khoáng se suicide.
- occupation chinoise des Ming pendant quatre ans.
- 1418-1428 : Trần Cao mort en 1428. abdique,
- 1428 Avènement de Lê Lợi fondateur de la dynastie  Lê,